# Manuel Bompard
Pour les articles homonymes, voir Bompard.
Manuel Bompard, né le 30 mars 1986 à Firminy (Loire), est un ingénieur et homme politique français.
Secrétaire national du Parti de gauche depuis 2010, il est le directeur de campagne de Jean-Luc Mélenchon pour sa candidature aux élections européennes de 2014 dans la circonscription Sud-Ouest. Il est ensuite son directeur de campagne pour les élections présidentielles de 2017 et de 2022 au nom de La France insoumise. Il est coordinateur du parti de 2017 à 2019 et à nouveau depuis le 10 décembre 2022.
Il est élu député européen en 2019, fonction qu'il quitte lorsqu'il est élu député de la 4e circonscription des Bouches-du-Rhône en 2022. Il est réélu au premier tour des élections législatives anticipées de 2024.

## Situation personnelle

### Naissance et famille
Manuel Bompard naît le 30 mars 1986 à Firminy dans la Loire, et grandit à Bourg-lès-Valence, dans la Drôme,.
Il grandit dans une famille composée d'une mère fonctionnaire au conseil général du département de la Drôme (dans le secteur du logement) et d'un père ingénieur agronome et informaticien dans une association qui deviendra exploitant agricole bio.
Il a deux frères : l'aîné travaille dans le droit, le benjamin dans l'économie sociale et solidaire.

### Études et profession
Il fait une partie de ses études à Paris. Il est diplômé de l'Ensimag de l'Institut polytechnique de Grenoble (Grenoble INP), une école d’ingénieurs grenobloise. Il obtient un doctorat en mathématiques en 2011, après avoir soutenu une thèse de mathématiques appliquées en aéronautique à l'université Nice-Sophia-Antipolis,.
Il participe au lancement de Adagos, une startup spécialisée en intelligence artificielle et apprentissage automatique à Ramonville-Saint-Agne, près de Toulouse,,.

## Engagement politique

### Premiers engagements
Il fait ses débuts en politique à l'âge de 19 ans lors des luttes contre le traité constitutionnel européen en 2005 et contre le contrat première embauche (CPE) en 2006.

### Débuts au sein du Parti de gauche
Il adhère au Parti de gauche (PG) dès sa création en 2009 et en devient secrétaire national en 2010. En 2012, il rejoint l'équipe « événements » de la campagne de Jean-Luc Mélenchon pour l'élection présidentielle.
Manuel Bompard succède à François Delapierre en tant que directeur de campagne de Jean-Luc Mélenchon pour les élections européennes de 2014 dans la circonscription Sud-Ouest.
Il se présente aux élections départementales de 2015 en Haute-Garonne dans le canton de Toulouse-5, en binôme avec Dagmara Szlagor d'EELV. Ils obtiennent 15,41 % des suffrages exprimés, mais 6,55 % des inscrits, ne leur permettant pas d'accéder au second tour (12,5 % des inscrits étant requis),,.

### Organisateur d’événements pour La France insoumise
Il est ensuite le directeur de campagne de Jean-Luc Mélenchon, recruté dès janvier 2016, pour l'élection présidentielle de 2017, au nom de La France insoumise,. Il organise notamment plusieurs événements marquants de la campagne : la convention d'octobre 2016 à Lille, la marche du 18 mars entre les places de la Bastille et de la République, la plate-forme numérique de campagne ou encore l'hologramme de Jean-Luc Mélenchon du meeting d'Aubervilliers.

### Candidat aux élections législatives de 2017
Il est candidat aux élections législatives de 2017 dans la Haute-Garonne (9e circonscription), pour La France insoumise, avec Laure Tachoires pour suppléante. Il est en ballottage au premier tour avec 18,91 % des voix, en deuxième position et il est battu au deuxième tour avec 47,67 % des voix par Sandrine Mörch de La République en marche.

### Cadre et coordinateur du mouvement
Au printemps 2018, il participe au comité électoral chargé d'évaluer et de choisir les candidatures des militants souhaitant figurer sur la liste des élections européennes de 2019. À l'issue de ce processus, il figure à la première place chez les hommes et la possibilité qu'il puisse être tête de liste est évoquée. Dans le cadre de la composition de cette liste de candidature, il a été vivement critiqué par l'un des membres du comité (composé de 32 personnes) pour verrouillage, « petits arrangements entre amis » et mainmise sur les positions éligibles, citant notamment le cas de Sarah Soilihi, qui aurait été « évincée » du « carré de tête » des candidats et aurait donc souhaité ne plus figurer sur la liste. Autre membre écarté de la liste, Georges Kuzmanovic reproche pour sa part à Manuel Bompard d'être juge et partie dans le cadre de la composition de la liste, et ce dans un contexte où plusieurs lignes idéologiques (une « souverainiste » et une « gauchiste ») semblent s'affronter au sein de LFI, ce que Manuel Bompard réfute,,.
En 2021, il est de nouveau désigné directeur de campagne de Jean-Luc Mélenchon pour l'élection présidentielle de 2022.

### Député européen
Il quitte la direction du Parti de gauche en juillet 2018 afin de se consacrer à sa mission de porte-parole de La France insoumise et à la campagne des européennes. Un temps pressenti pour mener la liste insoumise aux élections européennes de 2019, il figure finalement à la deuxième place de la liste de candidature pour ces élections (derrière Manon Aubry). Le 26 mai 2019, la liste LFI obtient alors 6,3 % des votes, ce qui est en deçà des intentions de vote relevés par l'IFOP qui ne descendaient à aucun moment sous les 7 %. Ce score accorde six sièges d'eurodéputés à la France insoumise. Au Parlement européen, il est le représentant de la délégation de la FI.

### Député de laXVIelégislature
En amont des élections législatives de 2022, Jean-Luc Mélenchon ne se présente pas à sa propre succession dans la quatrième circonscription des Bouches-du-Rhône, qui comprend les trois premiers arrondissements de Marseille, où près de 40 % de la population vit sous le seuil de pauvreté, et des quartiers plus mélangés, comme la Plaine ou le cours Julien. Manuel Bompard est investi à sa suite pour la Nouvelle Union populaire écologique et sociale. Il arrive largement en tête au premier tour avec 56,4 % des suffrages exprimés, un des meilleurs scores nationaux de son parti. Il est élu député au second tour, avec 73,9 % des suffrages exprimés face à la candidate de la coalition Ensemble,,. Il devient membre de la commission des Finances de l'Assemblée nationale.
En raison de l'interdiction du cumul des mandats, il quitte son mandat au Parlement européen. Il est remplacé par Marina Mesure.
Depuis octobre 2022, Manuel Bompard est président de l’Association La France insoumise avec comme secrétaire Mathilde Panot et pour trésorier Maxime Charpentier, un membre de LFI,.
En décembre 2022, une nouvelle direction de LFI est organisée, sans élection, autour de Manuel Bompard. Plusieurs personnalités du mouvement, qui en sont écartées, regrettent un manque de démocratie,,. Manuel Bompard réfute ces critiques et indique : « Le vote n'est pas forcément l'alpha et l'oméga de la démocratie. L'objectif c'est d'être le plus efficace possible ».
En septembre 2023, à la suite de l'interdiction du port de l'abaya à l'école par le gouvernement, Manuel Bompard souhaite annuler cette mesure en saisissant le Conseil d’État, qui valide l'interdiction ; il déplore une future discrimination des filles musulmanes.
En mars 2023, il plaide pour la « suppression de la clause de conscience » des médecins qui leur permet de refuser de pratiquer une interruption volontaire de grossesse (IVG). Selon lui, cette mesure pénaliserait un quart des femmes qui souhaitent avorter. Les études ne semblent pas confirmer cette assertion : 17 % des femmes (et non pas 25 %) réalisent un avortement en dehors de leur département de résidence. Les raisons sont plurielles et se fondent sur l’inégalité d’accès à des infrastructures permettant la réalisation d’une IVG, mais aussi sur un désir des femmes concernées de garantir la confidentialité de cette opération.

### Élections législatives anticipées de 2024
Il est candidat à sa réélection aux élections législatives de 2024 après avoir participé avec Olivier Faure, Marine Tondelier et Fabien Roussel à la création du Nouveau Front populaire. Il représente ce Nouveau Front populaire avant le 1er tour lors du premier des débats télévisés aux heures de grande écoute, face à Jordan Bardella et Gabriel Attal sur TF1 le mardi 25 juin.
Le 21 juin 2025, Manuel Bompard est reconduit dans son rôle de coordinateur de LFI.

## Condamnation judiciaire pour rébellion
Le 16 octobre 2018, dans le cadre des enquêtes préliminaires sur les comptes de campagne de 2017 et sur les emplois présumés fictifs au Parlement européen, une perquisition est menée par l'Office central de lutte contre la corruption et les infractions financières et fiscales dans les locaux de La France insoumise. Manuel Bompard, au côté notamment de Jean-Luc Mélenchon, est impliqué dans les échanges avec les forces de l'ordre. Un procès en correctionnelle s'est tenu à Bobigny en septembre 2019 pour « actes d’intimidation contre l’autorité judiciaire, rébellion et provocation »,. Le 9 décembre 2019, il est condamné à une amende de 7 000 €.

## Ciblé par un site d’ultra droite
Le 2 octobre 2023, il cosigne dans L'Humanité une tribune pour défendre la liberté d'informer, ce qui lui vaut d'être inscrit le lendemain sur « la liste des candidats à la balle dans la nuque » du site d'extrême droite Reseau-libre.org.

## Synthèse des résultats électoraux

### Élections européennes
| Année | Liste | Liste | Circonscription | Position sur la liste | %    | Rang | Sièges obtenus |
| ----- | ----- | ----- | --------------- | --------------------- | ---- | ---- | -------------- |
| 2019  |       | LFI   | France entière  | 2e                    | 6,31 | 5e   | 6 / 79         |

### Élections législatives
| Année | Parti                   | Parti | Circonscription        | 1er tour | 1er tour | 1er tour | 2d tour | 2d tour | 2d tour | Issue |
| Année | Parti                   | Parti | Circonscription        | Voix     | %        | Rang     | Voix    | %       | Rang    | Issue |
| ----- | ----------------------- | ----- | ---------------------- | -------- | -------- | -------- | ------- | ------- | ------- | ----- |
| 2017  |                         | LFI   | 9e de la Haute-Garonne | 7 282    | 18,91    | 2e       | 14 991  | 47,67   | 2e      | Battu |
| 2022  | 4e des Bouches-du-Rhône | LFI   | 13 871                 | 56,04    | 1er      | 17 118   | 73,92   | 1er     | Élu     |       |
| 2024  | 4e des Bouches-du-Rhône | LFI   | 26 712                 | 67,49    | 1er      |          |         |         | Élu     |       |

### Élections départementales
| Année | Parti | Parti | Canton     | 1er tour | 1er tour | Issue |
| Année | Parti | Parti | Canton     | %        | Rang     | Issue |
| ----- | ----- | ----- | ---------- | -------- | -------- | ----- |
| 2015  |       | PG    | Toulouse-5 | 15,41    | 3e       | Battu |